# Al-Chafjana
Al-Chafjana (arab. الحفيانة) – wieś w Syrii, w muhafazie Aleppo, w dystrykcie Ajn al-Arab. W 2004 roku liczyła 595 mieszkańców.